# 兰州资源环境职业技术大学
兰州资源环境职业技术大学，简称兰资环，是位于中华人民共和国甘肃省兰州市的一所公办本科层次职业学校。由甘肃省人民政府及中华人民共和国应急管理部共同建设。
学校历史可以追溯到1951年，当时中国人民解放军在甘肃省成立了气象培训学校西北军区干部训练队七队，后历经多次废立，于2004年以兰州气象学校的身份合并甘肃工业职工大学，成立专科层次的兰州资源环境职业技术学院。並於2021年合併獨立學院兰州财经大学长青学院，建立本科層次的職業技能型高校兰州资源环境职业技术大学，成為中華人民共和國首批職業大學。该校也是中华人民共和国第一所实行省部共建管理体制的本科层次职业高校。

## 历史
学校肇始于中国人民解放军在1951年成立的西北军区干部训练队七队，以及1984年成立的成人大专甘肃煤炭职工大学。1954年，西北军区干部训练队七队转由甘肃省管理，并于1956年8月在银川专区成立甘肃省气象局干部学校，直到1957年停办:215；1958年，甘肃省人民政府在兰州市重建了中专层次的甘肃省气象学校，期间再度遭到裁撤，直到1963年11月复校，并更名为兰州气象学校:216-217。1980年，兰州气象学校归属中国气象局管理，开始面向中国大陆招生，1993年，经甘肃省教委评估、甘肃省人民政府审定，兰州气象学校成为“省部级重点普通中等专业学校”:398；1984年12月，甘肃省人民政府成立甘肃煤炭职工大学，以为甘肃在地的煤炭产业培养大学专科水平的专业技术人才，1996年更名为甘肃工业职工大学:393。
2004年，经中华人民共和国教育部备案、甘肃省人民政府批准，甘肃工业职工大学、兰州气象学校两校合并改建为专科层次的资源环境类学校兰州资源环境职业技术学院。2021年2月，甘肃省政府还批准将始建于1956年的国家重点中专甘肃省水利水电学校整体并入兰州资源环境职业技术学院，扩大学校的办学规模:400。
2021年5月，中华人民共和国教育部批准，同意兰州财经大学长青学院和兰州资源环境职业技术学院合并，組建本科層次的公办高校兰州资源环境职业技术大学。

## 院系设置
截至2023年8月，该校设有14个专业群，共开设27个职业本科专业及若干个专科专业。其中应用气象技术、金属精密成型技术等专业办学历史悠久，实力较强，已经获中华人民共和国教育部及财政部评定为高水平高职专业。